# Джерело (пам'ятка природи, Охтирський район)
Гідрологі́чна па́м'ятка природи «Джерело» — об'єкт природно-заповідного фонду, що був оголошений рішенням Сумського Облвиконкому № 305 20.07.1972 року. Згодом статус було змінено: № 334 21.11.1984 року на землях Охтирського лісгоспзагу (Охтирське лісництво, квартал 51). Адміністративне розташування — Охтирський район, Сумська область.

## Характеристика
Площа — 0,02 га.
Об'єкт на момент створення був місцем зростання рідкісних рослин.
Уся інформація про створення об'єкту взята із текстів зазначених у статті рішень обласної ради, що надані Державним управлянням екології та природних ресурсів Сумської області Всеукраїнській громадській організації «Національний екологічний центр України».